# WTA de Oeiras de 2013
O WTA de Oeiras de 2013 foi um torneio de tênis feminino disputado em quadras de saibro na cidade de Oeiras, Portugal. Esta foi a 17ª edição do evento, realizada no Centro Desportivo Nacional do Jamor. 

## Distribuição de pontos
| Evento  | V   | F   | SF  | QF | Segunda rodada | Primeira rodada | Q  | Q3 | Q2 | Q1 |
| Simples | 280 | 200 | 130 | 70 | 30             | 1               | 10 | —  | 6  | 1  |
| Duplas  | 280 | 200 | 130 | 70 | 1              | —               | —  | —  | —  | —  |

## Chave de simples

### Cabeças de chave
| País | Jogadora                 | Rank1 | Cabeça |
| ---- | ------------------------ | ----- | ------ |
| FRA  | Marion Bartoli           | 14    | 1      |
| SVK  | Dominika Cibulková       | 15    | 2      |
| RUS  | Anastasia Pavlyuchenkova | 19    | 3      |
| ESP  | Carla Suárez Navarro     | 23    | 4      |
| ROU  | Sorana Cîrstea           | 26    | 5      |
| USA  | Varvara Lepchenko        | 27    | 6      |
| RUS  | Elena Vesnina            | 29    | 7      |
| GER  | Julia Görges             | 30    | 8      |

- 1 Rankings como em 22 de abril de 2013

### Outras participantes
As seguintes jogadoras receberam convites para a chave de simples:
- Dominika Cibulková
- Julia Görges
- Maria João Koehler
- Svetlana Kuznetsova

As seguintes jogadoras entraram na chave de simples através do qualificatório:
- Estrella Cabeza Candela
- Shahar Pe'er
- Aravane Rezaï
- Galina Voskoboeva

A seguinte jogadora entrou na chave de simples como lucky loser:
- Mónica Puig

### Desistências
Antes do torneio
- Irina-Camelia Begu (lesão no ombro direito)
- Alizé Cornet (lesão no ombro)
- Yaroslava Shvedova
- Roberta Vinci (lesão no ombro)
- Heather Watson (mononucleose)

## Chave de duplas

### Cabeças de chave
| País | Jogadora          | País | Jogadora            | Rank1 | Seed |
| ---- | ----------------- | ---- | ------------------- | ----- | ---- |
| USA  | Raquel Kops-Jones | USA  | Abigail Spears      | 29    | 1    |
| TPE  | Chan Hao-ching    | FRA  | Kristina Mladenovic | 73    | 2    |
| RSA  | Natalie Grandin   | CZE  | Vladimíra Uhlířová  | 73    | 3    |
| CRO  | Darija Jurak      | HUN  | Katalin Marosi      | 79    | 4    |

- 1 Rankings como em 22 de abril de 2013

### Outras participantes
As seguintes parcerias receberam convites para a chave de duplas: 
- Sofia Araújo /  Joana Vale Costa
- Daria Gavrilova /  Bárbara Luz

## Campeões

### Simples
- Anastasia Pavlyuchenkova venceu  Carla Suárez Navarro 7–5, 6–2

### Duplas
- Chan Hao-ching /  Kristina Mladenovic venceram  Darija Jurak /  Katalin Marosi, 7–6(7–3), 6–2